# Santiago Rebull
Santiago Rebull (1829-1902) est un peintre mexicain.

## Biographie
Il est né dans la ville de Mexico. Il a étudié à l'Académie de Saint-Luc à Rome. Il a peint La Mort d'Abel en 1851, exposé aujourd'hui au Museo Nacional de Arte. Il a peint Le Sacrifice d'Isaac en 1857, exposé aujourd'hui au Museo Nacional de Arte. Il a peint Le meurtre de Marat en 1875.

## Œuvres

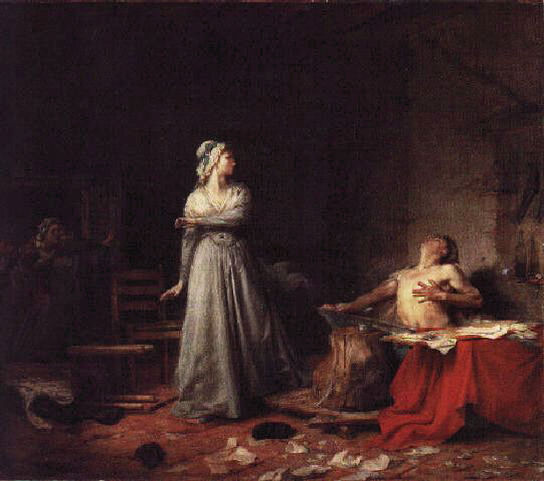
Le Meurtre de Marat, 1875
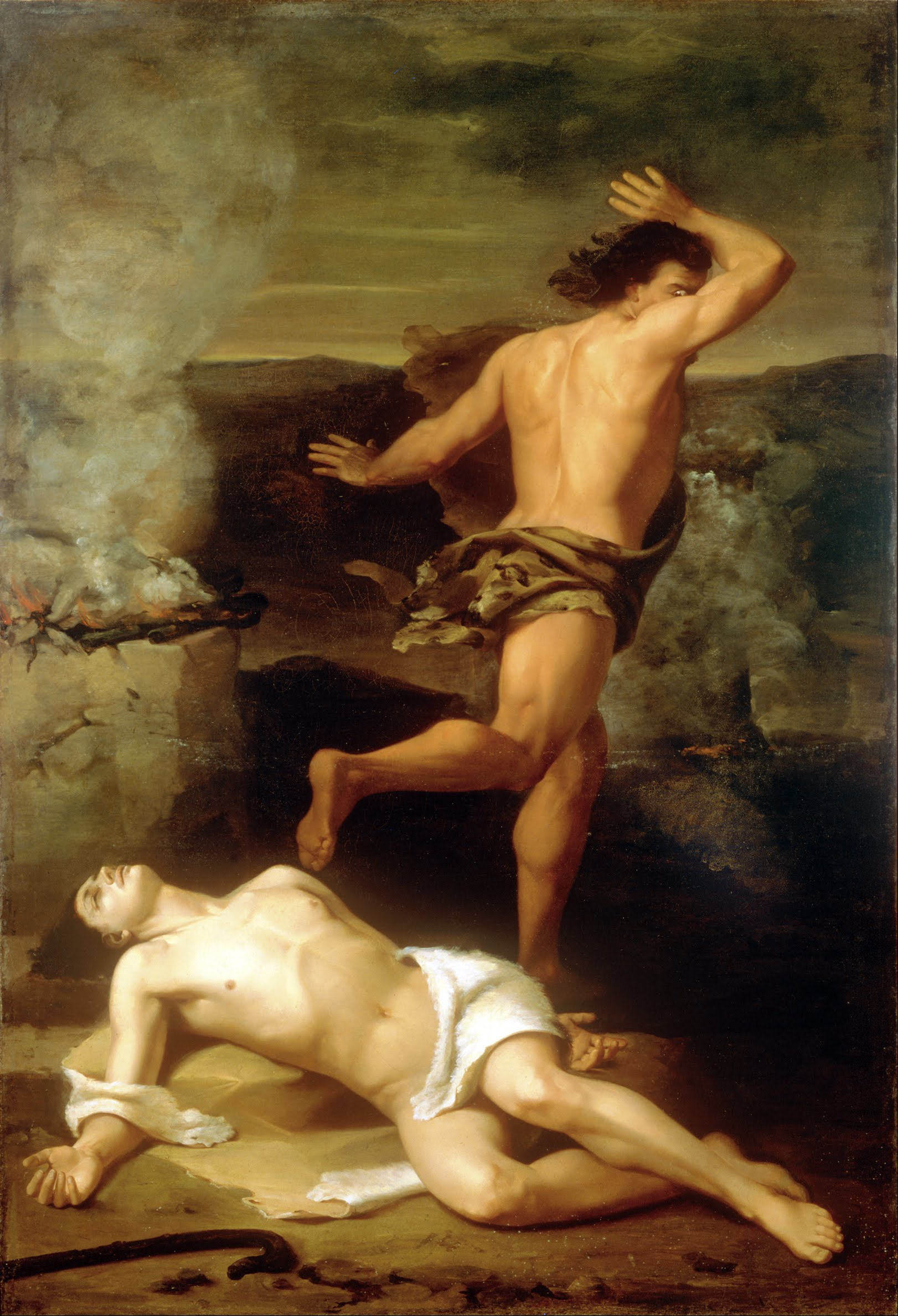
La Mort d'Abel, 1851